# Symfonische studie (Merikanto)
Aarre Merikanto werkte in 1928 aan een Symfonische studie.
In de jaren ’20 van de 20e eeuw vernieuwde Merikanto zijn stijl van componeren. Hij liet zijn behoudende stijl vervallen en koos voor een nieuwe richting in de klassieke muziek van de 20e eeuw. Daarin had hij al minstens twee werken opgeleverd. Zijn Fantasie voor orkest en Pan. Het eerste werk moest lang wachten op een uitvoering; het tweede kreeg vrijwel meteen een uitvoering. Van dit derde werk was zelfs de componist niet zeker. Het was af, maar in een drieste bui vernietigde de componist een willekeurig aantal bladzijden. Zijn derde vioolconcert verdween geheel in de prullenmand. In de kantlijn van het manuscript stond zijn eigen opmerking: "Onuitvoerbaar en mag dat blijven". 
Pas in de jaren ’80, als er enige belangstelling ontstaat voor Merikanto’s moderne muziek, vindt men het werk zwaar beschadigd terug. Het werk werd vervolgens door Paavo Heininen, een leerling van Merikanto, weer gereed gemaakt voor uitvoering. Heininen zelf was een adept van de (toen) ultramoderne klassieke muziek, maar er is geen verschil te horen tussen wat Merikanto zelf geschreven zou hebben en/of wat Heininen heeft toegevoegd.
Het werk kreeg zijn première op 3 maart 1982, dirigent Ulf Söderblom (specialist in moderne klassieke muziek) gaf toen leiding aan het Filharmonisch Orkest van Helsinki. In 1987 nam Leif Segerstam, specialist in romantische en moderne muziek het op met het Fins Radiosymfonieorkest.
Merikanto/Heininen schreven voor een groot orkest zonder enige vorm van slagwerk:
- 3 dwarsfluiten, 3 hobo’s, 3 klarinetten, 3 fagotten
- 4 hoorns, 3 trompetten, 3 trombones, 1 tuba
- violen, altviolen, celli, contrabassen